# Pardini GT9
Pardini GT9 är en semi-automatisk grovpistol för kalibern 9x19 Parabellum. 
Den tillverkas av Pardini Armi i Italien, ett företag som grundats av före detta tävlingsskytten Giampiero Pardini och som enbart tillverkar sportskyttevapen.
Det är en ren tävlingspistol med rediga reglage, inställbar single-action tryckmekanism och relativt hög vikt. Dess tävlingsattribut märks även på greppvinkeln som påminner om utpräglade målskjutningspistoler i finkaliber.

## Externa Länkar
Pardini.it